# Evil Dead Rise
Evil Dead Rise és una pel·lícula de terror de 2023 escrita i dirigida per Lee Cronin, i produïda per a Warner Bros. per part de Ghost House Pictures en associació amb New Line Cinema com la cinquena seqüela oficial de la franquícia d'Evil Dead. La trama de la pel·lícula segueix dues germanes distanciades que després d'haver-se reunit es veuen obligades a confrontar entitats demoniaques conegudes com a Deadites. Ha estat subtitulada al català.

## Repartiment
- Lily Sullivan com a Beth[3]
- Alyssa Sutherland com a Ellie[3]
- Morgan Davies com a Danny[3]
- Gabrielle Echols com a Bridget[3]
- Nell Fisher com a Kassie[3]
- Noah Paul com a Bruce
- Richard Crouchley com a Caleb[4]
- Mirabai Pease com a Teresa[4]
- Anna-Maree Thomas com a Jessica[4]
- Jayden Daniels com a Gabriel[5]
- Billy Reynolds-McCarthy as Jake[5]
- Tai Wano com a Scott[5]
- Mark Mitchinson com a Mr. Fonda[6]

## Producció

### Càsting
El maig de 2021, es va informar que les actrius australianes Alyssa Sutherland i Lily Sullivan havien estat seleccionades per als papers principals. El juny de 2021, Gabrielle Echols, Morgan Davies i Nell Fisher es van afegir al repartiment. Al juliol de 2021, es va informar que Mia Challis es va unir al repartiment.

### Rodatge
El rodatge va començar a Nova Zelanda el 6 de juny de 2021, amb Dave Garbett com a director de fotografia. Garbett va exercir anteriorment com a director de fotografia en diversos episodis d'Ash vs Evil Dead, així com el dissenyador de producció Nick Bassett. Els escenaris interiors, inclòs l'interior de l'edifici d'apartaments, l'aparcament i la volta del banc subterrani, es van construir conjunts en un espai de magatzem llogat a Mount Wellington. La seqüència d'obertura a la cabana i el llac es va rodar a una propietat privada fora d'Auckland; l'exterior de la cabina, que només era una façana, es va construir en el lloc, mentre que l'interior de la cabina es va construir al magatzem de Mount Wellington. El 14 de juliol de 2021, Cronin va revelar que el rodatge estava oficialment a mig camí. El rodatge va acabar oficialment el 27 d'octubre de 2021.

### Música
L'abril de 2022, es va anunciar que Stephen McKeon compondria la banda sonora, després de col·laborar amb Cronin a The Hole in the Ground (2019).
| Núm.          | Títol                          | Durada |
| ------------- | ------------------------------ | ------ |
| 1.            | «Main Titles (Evil Dead Rise)» | 1:04   |
| 2.            | «Meat Puppet»                  | 1:47   |
| 3.            | «Swimming Headless»            | 1:31   |
| 4.            | «Los Diablos»                  | 1:07   |
| 5.            | «Underground Carpark»          | 1:29   |
| 6.            | «The Vault»                    | 2:24   |
| 7.            | «Christ's Head»                | 1:23   |
| 8.            | «Opening the Book of the Dead» | 2:13   |
| 9.            | «Incantation»                  | 4:16   |
| 10.           | «Pulled Apart»                 | 1:53   |
| 11.           | «Mommy's Home»                 | 5:38   |
| 12.           | «Eeny Meeny Miney DIE!»        | 8:17   |
| 13.           | «Psycho Bitch»                 | 2:30   |
| 14.           | «Say Cheese!»                  | 9:21   |
| 15.           | «Beth and Kassie»              | 2:57   |
| 16.           | «Burning Your Bridget»         | 5:18   |
| 17.           | «Dead by Dawn»                 | 9:26   |
| 18.           | «Final Confrontation»          | 7:39   |
| 19.           | «Two Souls»                    | 1:35   |
| 20.           | «Another Meat Puppet»          | 1:06   |
| Durada total: | Durada total:                  | 72:54  |